# Jonathan Evans (écrivain)
Jonathan Duane Evans est un linguiste et historien de la littérature médiévale américain, né en 1954. Il est professeur de Langue et Littérature médiévales au département d'anglais de l'université de Géorgie et spécialiste du moyen anglais et du vieux norrois, ainsi que de l'écrivain britannique J. R. R. Tolkien et du traitement littéraire de l'environnement.

## Biographie
Jonathan Evans obtient sa licence à l'université Asbury en 1976, sa maîtrise à l'université de l'Indiana deux ans plus tard, puis un doctorat en Études médiévales en 1982 dans la même université.
Il commence sa carrière d'enseignant en 1983, et commence à donner son cours de Langue et Littérature médiévales l'année suivante au département d'anglais de l'université de Géorgie. Il vit à Athens en Géorgie.

## Ouvrages
En 2006, Evans a coécrit avec Matthew Dickerson Ents, Elves, and Eriador: J. R. R. Tolkien's Environmental Vision (publié par les Presses de l'université du Kentucky). En 2008, il publie chez Ivy Press une étude de vingt mythes et légendes sur les dragons et leurs tueurs issus des littératures antique, classique et médiévale, accompagnée de leurs traductions, intitulée Dragons: Myth and Legend.
En tant qu'éditeur, Evans a publié le volume de 1987 de la revue Semiotica (intitulé « Sémiotique médiévale ») ; coédité la publication annuelle de la Société sémiotique d'Amérique en 1982, 1983 et 1986 ; et fait paraître Semiotics and International Scholarship: Towards a Language of Theory en 1986.
Il a publié les essais :
- « The Anthropology of Arda: Creation, Theology, and the Race of Men » dans Jane Chance, Tolkien the Medievalist, Routledge, 2003 (il y étudie les races et langues de la Terre du Milieu de J. R. R. Tolkien) ;
- « 'As Rare as They Are Dire': Old Norse Dragons, Jacob Grimm, and the Deutsche Mythologie » dans Tom Shippey, The Shadow-Walkers: Jacob Grimm's Mythology of the Monstrous, université d'État de l'Arizona et Brepols, 2005 ;
- « Wörter, Sachen, und Wahrheit: Philology and the Tree of Language in Tolkien » dans Constructing Nations, Reconstructing Myth: Essays in Honour of T. A. Shippey, Amsterdam, Brepols, 2007.

Evans a publié des essais et critiques littéraires dans plusieurs collections de références, parmi lesquels :
- 1987 – Mythical and Fabulous Creatures: A Sourcebook and Research Guide,
- 1990 – The Dictionary of Literary Biography,
- 1993 – Medieval Scandinavia: An Encyclopedia,
- 2000 – The Encyclopedia of Medieval Folklore,
- 2000 – J. R. R. Tolkien and His Literary Resonances,
- 2007 – J.R.R. Tolkien Encyclopedia (en),
- 2008 – The Facts on File Companion to Pre-1600 British Poetry.

Ses articles sur la littérature médiévale et l'acquisition du langage ont été publiés dans les revues :
- 1985 – Journal of Folklore Research,
- 1986 – Style,
- 1986 et 1987 – Semiotica,
- 1987 – Poetics Today,
- 1998 – Journal of the Fantastic in the Arts,
- 1999 – The Simms Review,
- 1999 – Journal of English Linguistics,
- 2000 – NOWELE: North-Western European Language Evolution,
- 2000 – Journal of English and Germanic Philology.